# Bořanovice (Vimperk)
Bořanovice (německy Borschanowitz) jsou malá vesnice, část města Vimperk v okrese Prachatice v Jihočeském kraji. Nachází se asi 3,5 kilometru severovýchodně od Vimperka. Bořanovice leží v katastrálním území Bořanovice u Vimperka o rozloze 2,13 km².

## Historie
První písemná zmínka o vesnici pochází z roku 1389.

## Obyvatelstvo
| Rok            | 1869 | 1880 | 1890 | 1900 | 1910 | 1921 | 1930 | 1950 | 1961 | 1970 | 1980 | 1991 | 2001 | 2011 | 2021 |
| -------------- | ---- | ---- | ---- | ---- | ---- | ---- | ---- | ---- | ---- | ---- | ---- | ---- | ---- | ---- | ---- |
| Počet obyvatel | 162  | 154  | 185  | 173  | 178  | 176  | 172  | 103  | 99   | 75   | 71   | 77   | 67   | 52   | 72   |
| Počet domů     | 23   | 23   | 26   | 27   | 27   | 28   | 28   | 24   | 24   | 21   | 21   | 24   | 28   | 28   | 28   |

## Obecní správa
Při sčítání lidu v letech 1850–1971 Bořanovice byly osadou obce Boubská, se kterým patřily nejprve do okresu Prachatice, ale v roce 1950 v okrese Vimperk a od roku 1960 v okrese Prachatice. Od 26. listopadu 1971 jsou částí města Vimperk v okrese Prachatice, kdy se konaly městské volby.

## Pamětihodnosti
- Dům čp. 13 (kulturní památka ČR)
- Kaple Nejsvětějšího Srdce Ježíšova
- Přírodní rezervace Opolenec

## Fotogalerie

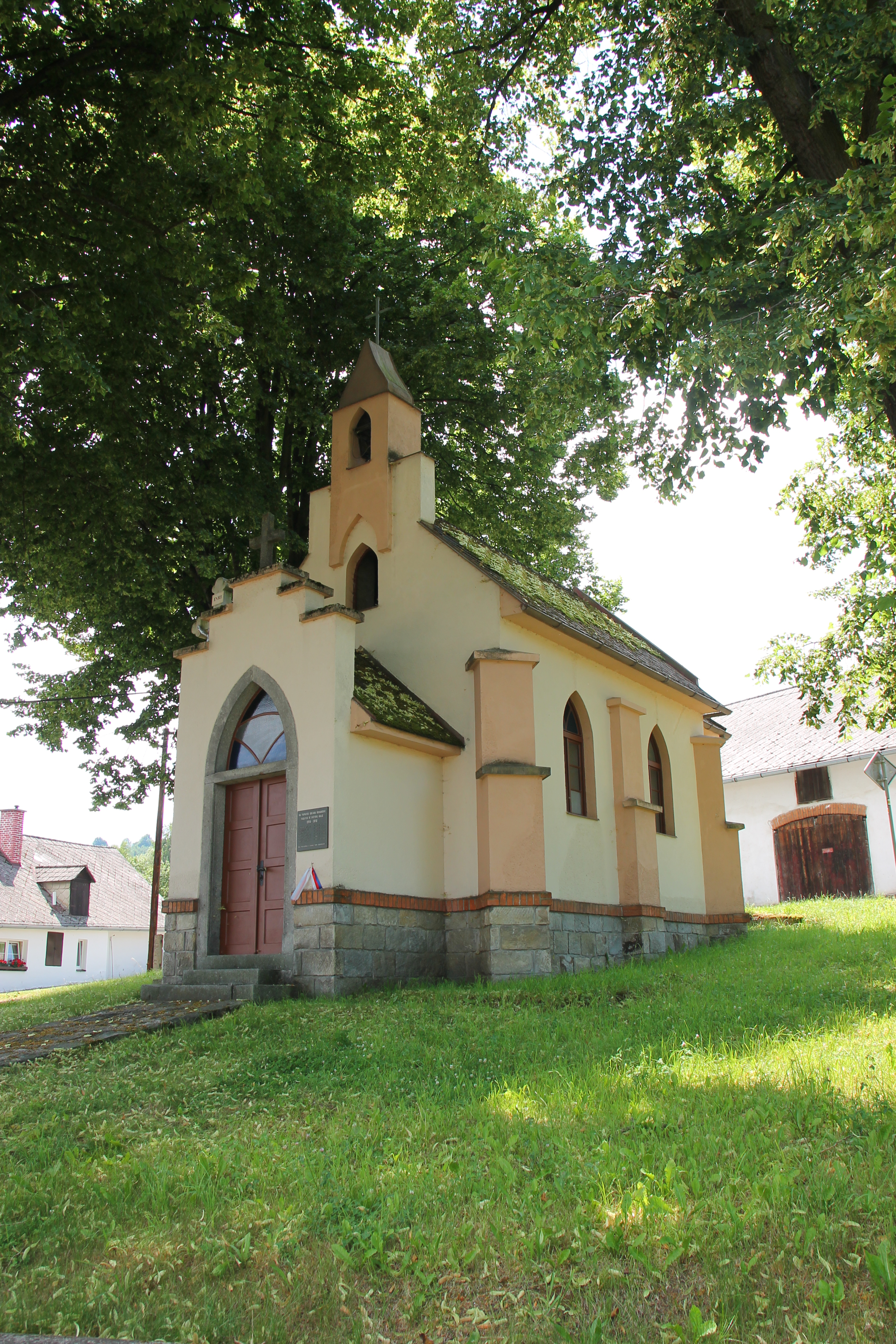
Kaple Nejsvětějšího Srdce Ježíšova
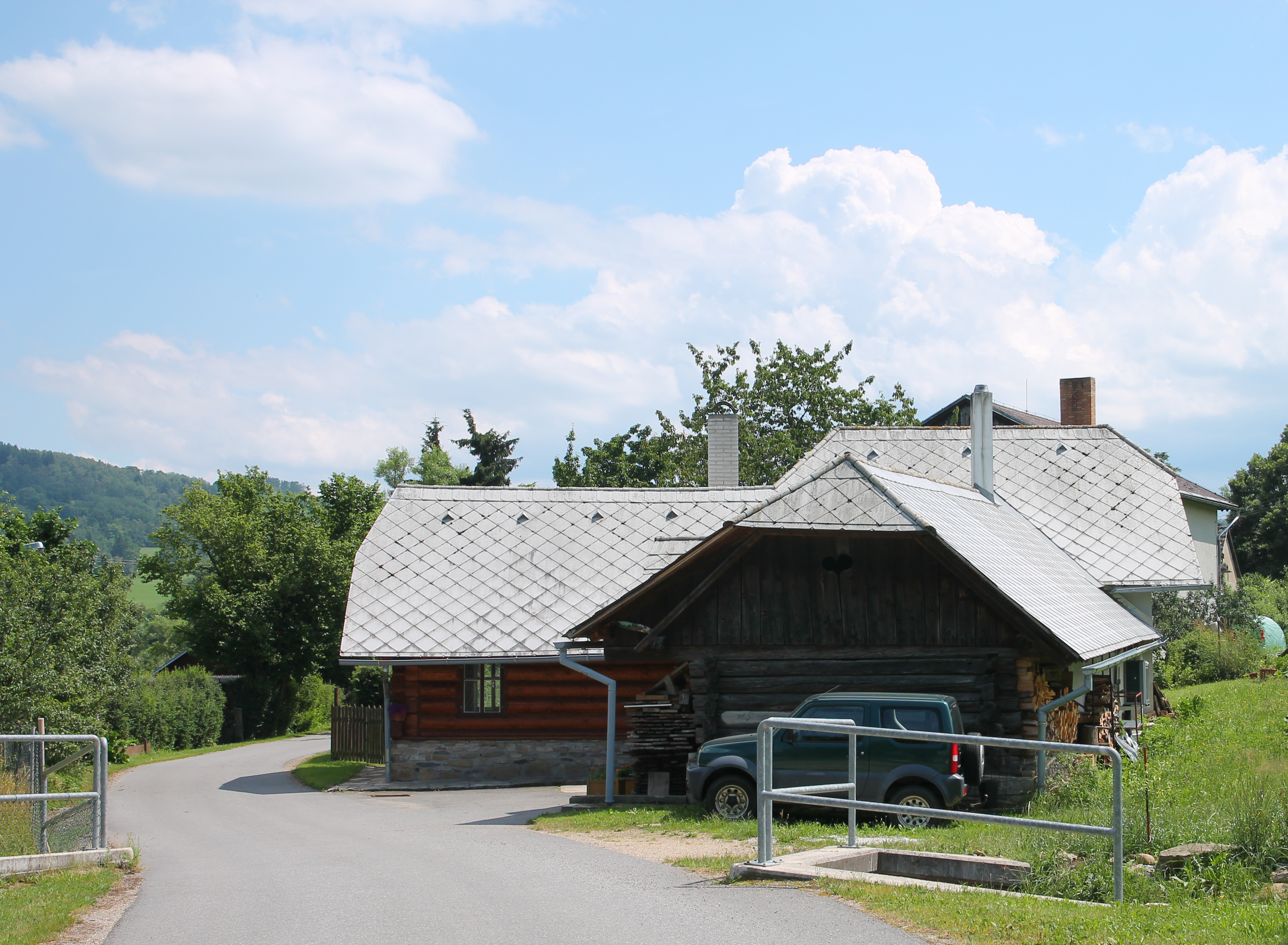
Dům čp. 13
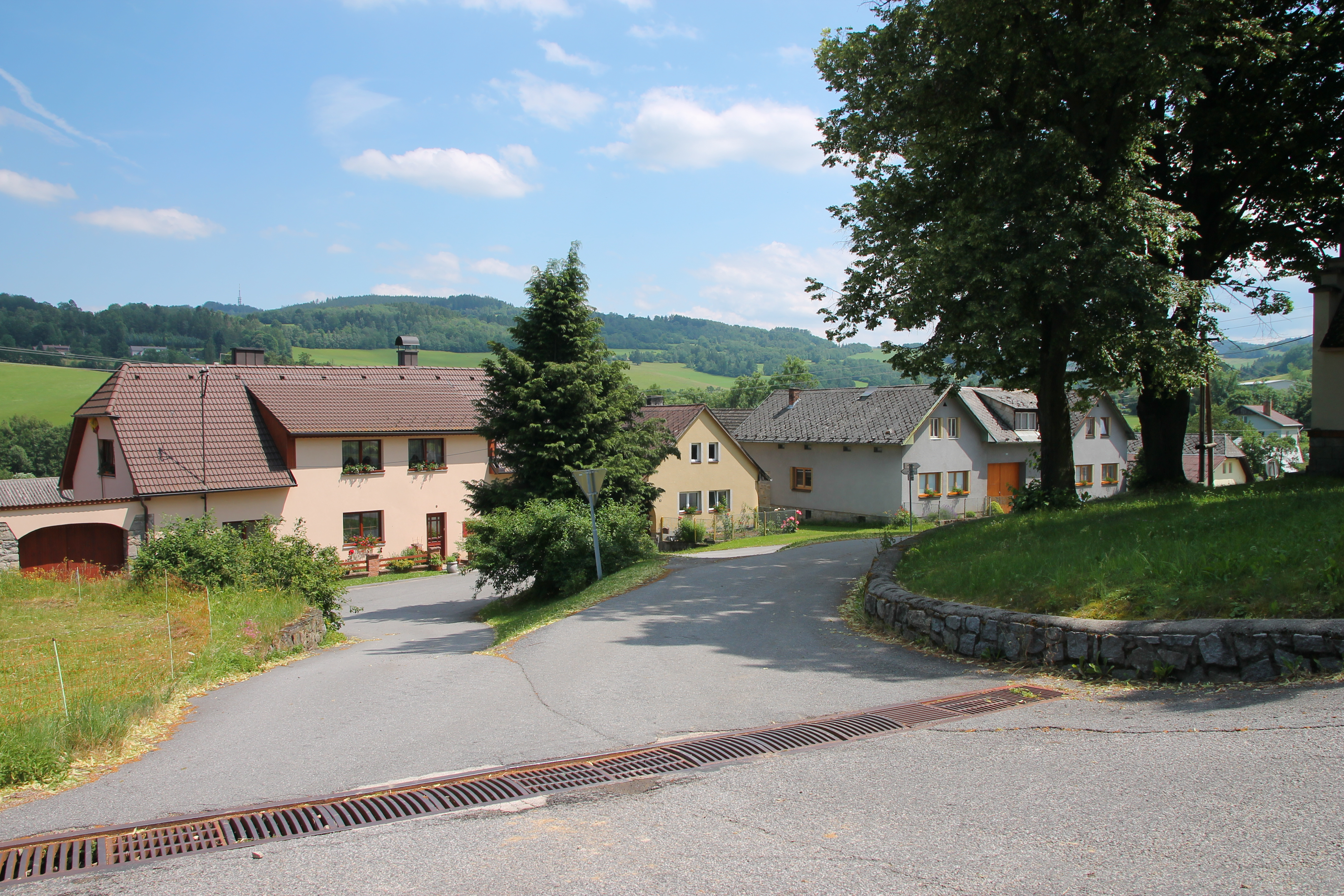
Náves
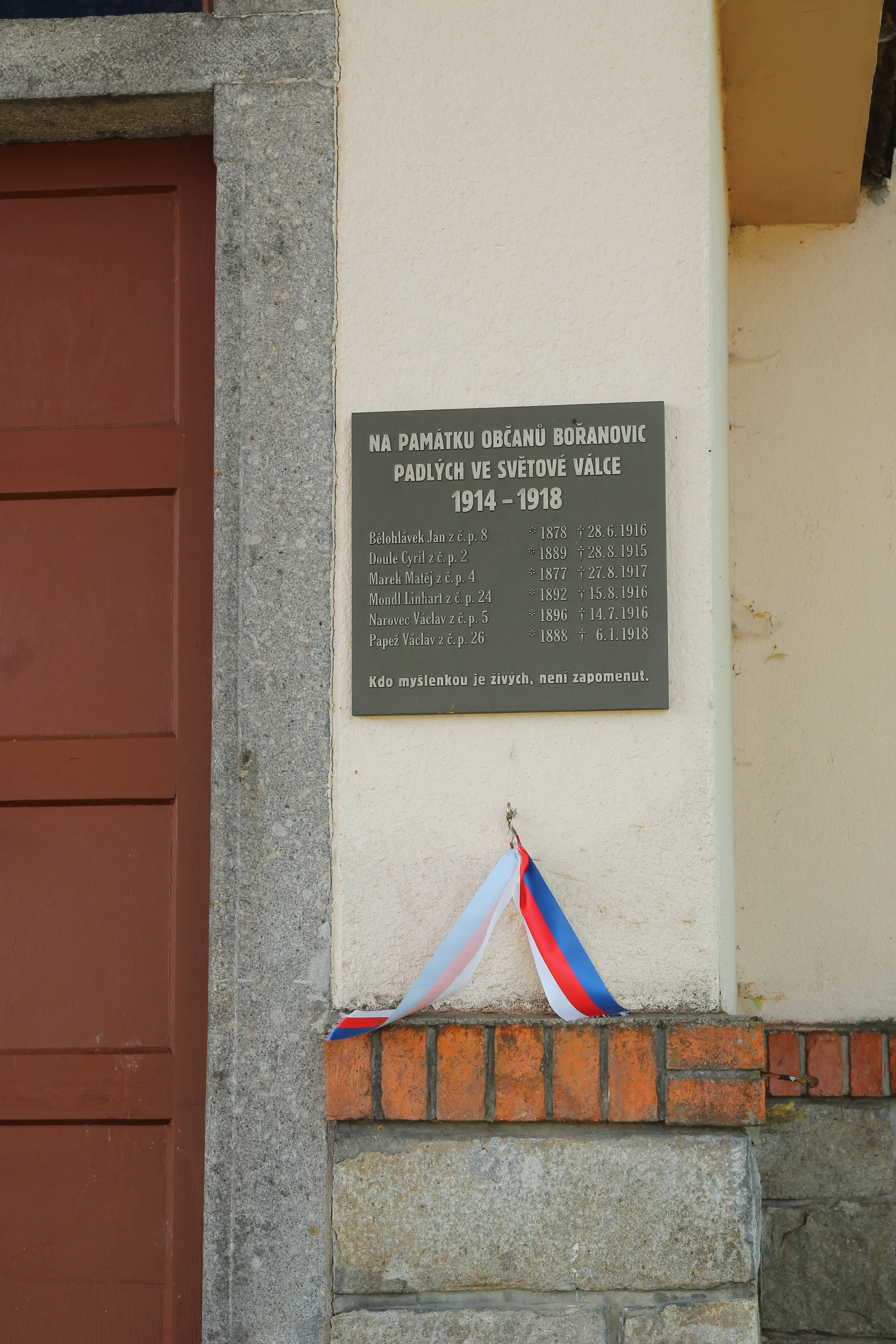
Pamětní deska obětem 1. světové války na kapli